# 12 + 1
Pour plus de détails, voir Fiche technique et Distribution.
12 + 1 (titre original : Una su 13) est un film comique franco-italien réalisé par Nicolas Gessner et Luciano Lucignani, sorti en 1969.

## Synopsis
Les mésaventures de Mario, un modeste coiffeur new-yorkais qui vient à Londres pour toucher l’héritage d’une vieille tante. D’abord déçu de ne trouver qu’une petite bicoque avec une douzaine de vieilles chaises qu’il s’empresse de revendre à l’antiquaire du coin pour pouvoir rentrer chez lui, il découvre après coup que l’une des chaises recelait le magot de la tante, quelque 100 000 livres sterling…

## Fiche technique
- Titre original : Una su 13
- Titre français : 12 + 1
- Réalisation : Nicolas Gessner et Luciano Lucignani
- Assistants réalisation : Michel Lang, Adriano Magistretti
- Scénario : Nicolas Gessner, Antonio Altoviti, Marc Behm, Lucia Drudi Demby, Luciano Lucignani et Denis Norden d’après le roman d’Ilya Ilf et Eugène Petrov, Les Douze Chaises, 1929, Éditions Parangon  (ISBN 978-2-84190-145-6)
- Décors : Piero Poletto, Carmelo Patrone
- Costumes : Franco Carretti
- Photographie : Giuseppe Ruzzolini
- Montage : Giancarlo Cappelli, Maurice Rootes
- Musique : Stelvio Cipriani, Carlo Rustichelli et David Whitaker (musique additionnelle version anglaise)
- Production : Claude Giroux, Edward J. Pope, Lester A. Samsom
- Sociétés de production : COFCI (Compagnie française de coproductions internationales), CEF (Italie)
- Sociétés de distribution : Plan Film (France), Tamasa Distribution (vente à l'étranger), IIF (Italian International Film), AVCO Embassy Pictures (États-Unis)
- Pays d'origine :  Italie |  France
- Langue originale : anglais
- Format : Couleur (Technicolor) — 35 mm — 1,66:1 — Son : Mono
- Genre : Comédie, Film d'aventure
- Durée : 90 minutes (1 h 30)
- Dates de sortie : 
  - Italie : 7 octobre 1969
  - France : 8 juillet 1970

## Distribution
- Sharon Tate : Patricia, dite Pat, une vendeuse dans une boutique d'antiquités, à la recherche d'un riche mari
- Vittorio Gassman : Mario Berretti, un coiffeur new-yorkais d'origine italienne qui hérite d'une maison branlante et de 13 chaises.
- Vittorio De Sica : le commandatore Di Seta
- Mylène Demongeot : Judy, une prostituée de luxe
- Orson Welles : Markan, un acteur aussi directeur d'un théâtre d'horreur
- Grégoire Aslan : le psychiatre
- Terry-Thomas : Albert, un chauffeur lubrique
- Tim Brooke-Taylor : Jackie, un homosexuel à la recherche de la treizième chaise
- Marzio Margine : Pasqualino
- Ottavia Piccolo : Stefanella Di Seta, la fille du commandatore
- John Steiner : Stanley
- Lionel Jeffries : le notaire
- Maurizio Fiorini
- Alfred Thomas
- William Rushton : Bennet
- Michèle Borelli : Rosy
- Catana Cayetano : Véronique
- Claude Berthy : François
- Marzio Margine : Pasqualino
- Luigi Bonos : un déménageur

## Production

### Casting
Dernier long métrage de l'actrice Sharon Tate tragiquement disparue le 9 août 1969, sortie posthume du film 2 mois plus tard.

### Tournage
- Intérieurs : studios Cinecittà (Italie).
- Extérieurs : Londres, New York, Paris, Rome.

## Autour du film
C'est un énième remake du roman à succès d’Ilya Ilf et Eugène Petrov (immédiatement suivi, en 1970, par la version de Mel Brooks, Le Mystère des douze chaises), après une première adaptation en 1933, Dvanáct kresel (12 krzeseł), une production tchéco-polonaise de Michała Waszyńskiego et Maca Frica. Toutes (ou presque) les adaptations cinématographiques des 12 chaises sur l'IMDb.